# 印力集團

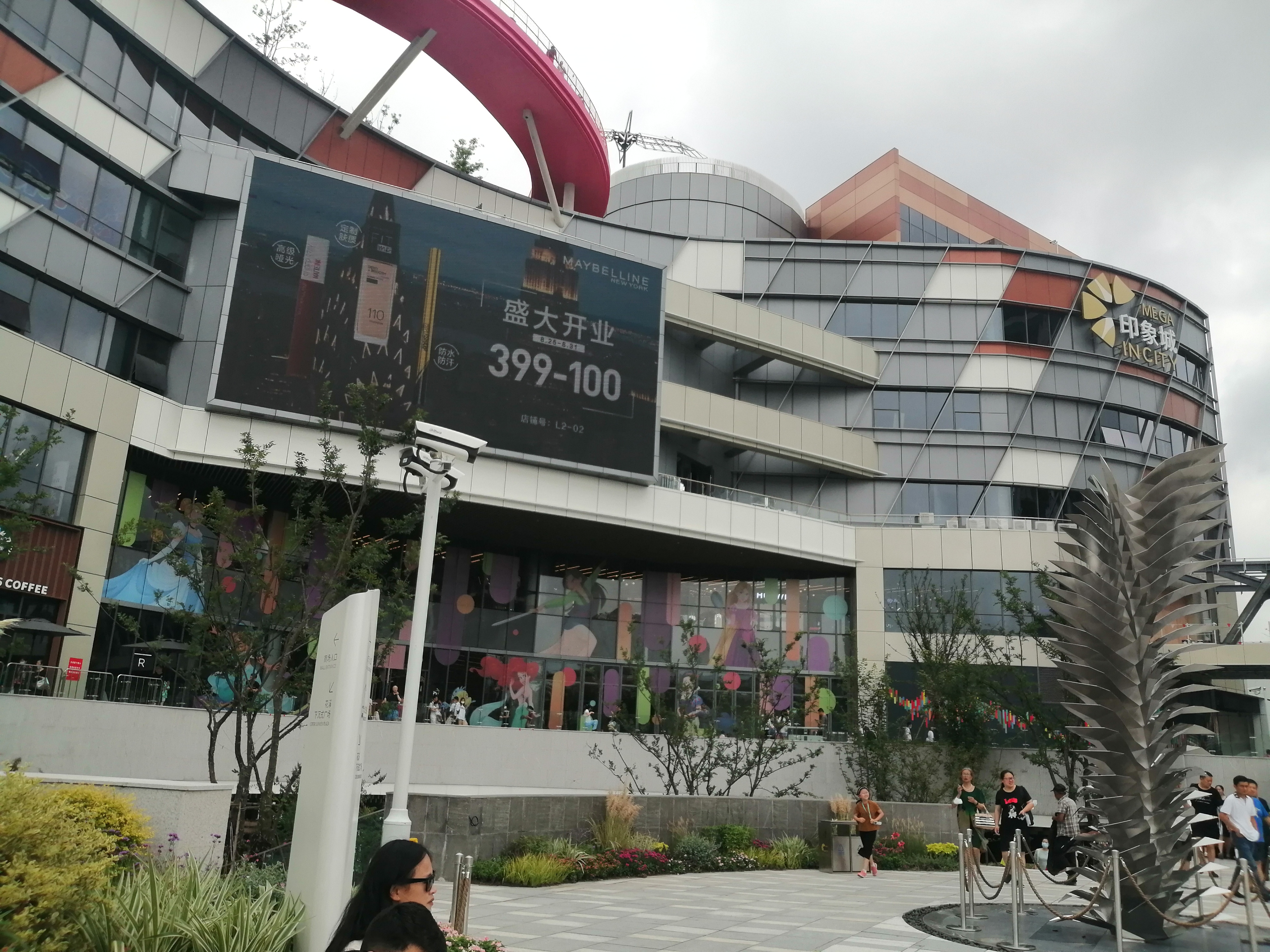
位于上海市嘉定区的南翔印象城MEGA购物中心

印力集團是中華人民共和國萬科旗下一家商業房地產公司，建有印象城和印象匯等商業購物中心。

## 历史
公司成立於2003年，前身是深圳国投资本管理有限公司（深國投）与沃尔玛成立的合资公司深国投商用置业(集团)有限公司（深国投商置）。2006年，华润集团收购深国投商置母公司深国投。2011年12月和2012年2月，深圳市龙柏商置产业投资基金企业（龙柏商置）收購深国投商置100%的股份。2013年11月，黑石集团收購深国投商置40%的股权。2015年2月，深国投商置更名为印力集团。2016年，萬科收購印力集團96.55%股权。

## 外部連結
- 官方网站